# Reuben Morgan
Reuben Morgan (* 9. August 1975) ist australischer Komponist, Musiker und Pastor in der Hillsong Church in Sydney, Australien. Reuben Morgan und seine Frau Sarah haben einen Sohn.

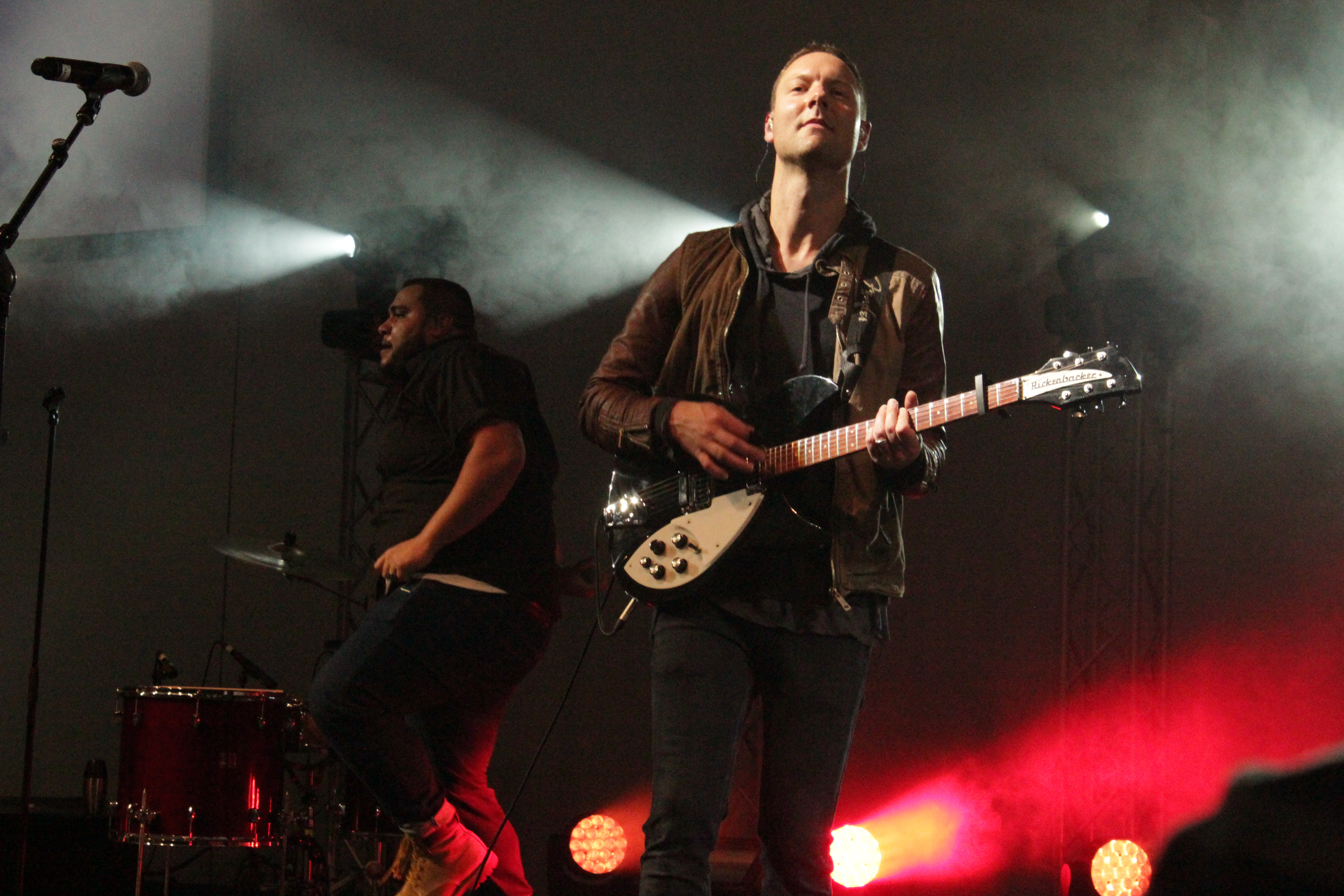
Reuben Morgan in Berlin, 22. Mai 2013.

1999 gründeten Reuben Morgan und Marty Sampson „United Life“. In den folgenden Jahren machten ihn Lieder wie „Eagles Wings“, „My Redeemer Lives“ und „Touching Heaven, Changing Earth“ über die Grenzen Australiens hinaus bekannt.
Im Jahr 2002 übergab Reuben Morgan „United Life“, das zu dieser Zeit in „Hillsong United“ umbenannt wurde, an Joel Houston, den Sohn von Brian Houston und seiner Frau Bobbie, dem leitenden Pastorenehepaar von Hillsong Sydney.
2005 veröffentlichte er mit „World through your eyes“ seine erste Solo-CD und unterschrieb einen Vertrag bei „Rocketown Records“, dem Verlag von Michael W. Smith. In den USA wurden vier Lieder aus seiner Debüt-CD durch ältere Lieder ersetzt, die Reuben Morgan in seiner Zeit bei Hillsong geschrieben hatte. Es folgten Tourneen durch die USA, Kanada und Europa. Seinen größten Auftritt in Deutschland hatte Reuben Morgan am 15. Juli 2006 im Berliner Olympiastadion bei Calling All Nations, wo er vor 22.000 Besuchern auftrat.
15 Monate arbeitete Reuben Morgan an seinem zweiten Album, das am 2. Oktober 2006 in Australien unter dem Titel „Everyone“ veröffentlicht wurde.

## Diskographie
Alben
- 2005: World through your eyes
- 2006: Everyone

Lieder
- God Is in the House (1996)
  - "I Give You My Heart"
- All Things Are Possible (1997)
  - "In Your Hands"
  - "Your Love"
- Touching Heaven Changing Earth (1998)
  - "Touching Heaven, Changing Earth"
  - "Lord Your Goodness"
  - "You Are Holy"
  - "You Gave Me Love"
- By Your Side (1999)
  - "My Redeemer Lives"
  - "You Unfailing Love"
  - "What the Lord Has Done in Me"
  - "You Said"
  - "Eagles Wings"
  - "This Is How We Overcome"
- Everyday (1999)
  - "On the Lord's Day"
  - "More"
  - "Heaven"
- For This Cause (2000)
  - "One Day"
  - "Faith"
  - "You Are Near"
  - "Lifted Me High Again"
- Best Friend (2000)
  - "Jesus Generation"
- You Are My World (2001)
  - "Everything That Has Breath"
  - "Your Love Is Beautiful" mit Raymond Badham, Steve McPherson, Nigel Hendroff
  - "God So Loved"
- King of Majesty (2001)
  - "Most High"
  - "I Adore"
- Blessed (2002)
  - "Blessed" mit Darlene Zschech
  - "Through It All"
  - "I Adore"
  - "With You"
  - "Most High"
  - "All the Heavens"
- To the Ends of the Earth (2002)
  - "Need You Here"
  - "Glory"
- Hope (2003)
  - "Need You Here"
  - "Still"
  - "Glory"
  - "Highest"
- More Than Life (2003)
  - "Sing (Your Love)"
  - "More Than Life"
- For All You've Done (2004)
  - "For All You've Done"
  - "With All I Am"
  - "Sing (Your Love)"
  - "More Than Life"
  - "To You Alone"
- World Through Your Eyes (2004)
  - "Christ Divine" mit Mia Fieldes
- God He Reigns (2005)
  - "Let Creation Sing"
  - "Emmanuel"
  - "Let Us Adore"
- Mighty to Save (2006)
  - "You Alone Are God" mit Ben Fielding
  - "At The Cross" mit Darlene Zschech
  - "Mighty to Save" mit Ben Fielding
- Everyone (Album)|Everyone (2006)
  - "All for You" mit Ben Fielding
- Saviour King (2007)
  - "You Are My Strength"
  - "You Saw Me" mit Ben Fielding und Mia Fieldes
- This Is Our God (2008)
  - "Stronger" mit Fielding
  - "Across The Earth" mit Matt Crocker & Mike Gulielmucci
  - "Where We Belong" mit Joel Davies
- Faith + Hope + Love (2010)
  - "The First and the Last" mit Joel Houston
  - "For your Name" mit Jad Gillies und Joel Houston
  - "Yahweh"
  - "We shall see Him" mit Robert Fergusson
  - "You hold me now" mit Matt Crocker
- A Beautiful Exchange (2010)
  - "Open my Eyes" mit Braden Lang
  - "Forever Reign" mit Jason Ingram
  - "The Greatness of our God" mit Stu Garrard and Jason Ingram
  - "Believe" mit Darlene Zschech
  - "Thank You" mit Ben Fielding
- God is able (2011)
  - "With us" mit Dylan Thomas
  - "God is able" mit Ben Fielding
  - "Alive in us" mit Jason Ingram
  - "Awakening" mit Chris Tomlin